# Jacques Dudon
Pour les articles homonymes, voir Dudon.
Jacques Dudon est un compositeur et luthier expérimental français né en 1951 à Villecresnes.

## Biographie
Il est surtout connu pour ses recherches sur la synthèse sonore microtonale utilisant des disques photosoniques: instrument de synthèse graphique permettant la génération optique des sons, développé à partir de 1972.
La synthèse sonore photosonique n'utilise aucun synthétiseur électronique mais la simple lumière, naturelle ou artificielle, traversant les formes dessinées sur des disques transparents en rotation pour venir éclairer une cellule photovoltaïque directement branchée à l'entrée d'un amplificateur. Le fait de recouvrir partiellement deux ou trois disques en mouvement, associé aux diverses formes dessinées, permet de grandes variations dans les formes d'ondes produites et donc de la musique harmonique qui en résulte.
Il a aussi créé dans les années 1970 une série de 150 instruments utilisant l'eau, nommés aquaphones décrits dans son livre La Musique de l’eau incluant le flutabullum, un système de transformation de sons de flute par un enregistrement subaquatique.
Depuis 2002, il collabore activement au développement d'une série d'instruments microtonaux en intonation juste conformes à la théorie exposée par Alain Daniélou dans son ouvrage la « Sémantique Musicale », dont l'aboutissement est le Semantic Daniélou-53.
Il est l'actuel président de l'Atelier d'Exploration Harmonique (AEH) à l'Oasis de Lentiourel, Saint-Affrique dans le Sud de l'Aveyron où il anime des stages de formation (Intonation juste, Sons et Couleurs Harmoniques, Création d'instruments, Zomes Fibonacci, etc.) et organise le Festival des Noces harmoniques.

## Discographie
- Dédicace, album 33 t., Tin Pan Alley, 1979, avec Sugar Blue, Larry Corryell, Didier Malherbe, Jean-Philippe Rykiel, Martin St-Pierre, etc.
- Tusk, musique pour le film d'Alejandro Jodorowski, 1980, édité également en vidéofilm (INA)
- Musique de l'eau, cassette, 1983, compositions acoustiques entièrement réalisés à partir d'instruments à eau : Bulles harmoniques I et II, Fleurs d'eau, Naïades, Tambours de pluie, Pilippine, Dans les rêves du Petit Poucet, etc.
- Lumières audibles, CD, 1996, synthèse photosonique, projet retenu par le Comité régional d'experts pour la création sonore en Provence-Alpes-Côte d'Azur, réalisé avec l'aide du Conseil régional et de la DRAC PACA : Sumer, Fleurs de lumière, Hexagrammes
- Bâtons-Bouteilles, vidéofilm de 9 min, 1997, de Déna Sardet, sur la création d'instruments pédagogiques
- Gravikords, whirlies & pyrophones, livre-CD de Bart Hopkin, 1996 : Naïades, aquavina - Ed. Ellipsis Arts, New York
- 30 ans d'agitation musicale en France, triple CD, Ed. SPALAX, 1997 : Érosion distillée (1969) & Langues de feu (extr. de "Sumer", 1992)
- J.I.M.'98, extraits des créations, CD, 1998 : Estrangetés & Arabesques (32 min 17 s) & "L'Appel des Elfes" (7 min 35 s)
- Noces harmoniques 2001, CD : extraits d'improvisations avec Tara, Yannick Grazzi, Alexandre Bartos.